# James Keiller (1867–1962)
James (Jemmy) Keiller, född den 26 december 1867 i Göteborg, död 2 mars 1962, var en svensk industriman.

## Biografi
Jemmy Keiller var son till James Keiller och Hilda Falck (1839-1927), och tog examen vid Chalmers tekniska institut. Han studerade även vid Polytechnikum i Zürich. År 1906 blev han överingenjör vid Göteborgs mekaniska verkstad och deltog i planläggningen av bolagets nya skeppsvarv, det blivande Götaverken. Han var även italiensk konsul från 1910 och kabinettskammarherre vid Kungliga Hovstaterna från 1922. 
Keiller var ledamot i olika styrelser som Keillers park, Slöjdföreningens skola och var ordförande i Forsvik AB, Dubberöds AB och från 1915 i Göteborgs jaktsällskap. 
James Keiller var gift med Alice Lyon (senare statsfru), dotter till konsuln John Lyon och Carolina Zachau. Deras dotter Flory Gate, var gift med glasdesignern Simon Gate på Orrefors i hans andra äktenskap.
Jemmy Keiller är begravd på Örgryte gamla kyrkogård i Göteborg.
Han anges i några knappast tillförlitliga källor som egentligen son till kung Oscar II, uppgifter som underblåsts av hans porträttlikhet med Gustaf V. Han och Gustaf V var åtminstone goda vänner och umgicks sommartid på Särö.